# CEN/XFS
CEN/XFS若しくはXFSは、ATMやカード決済機能付POSレジなど、金融・流通業界特有の端末の為に策定された、Microsoft Windows オペレーティングシステム (OS) 用のクライアントサーバ型API群及びSPI群の規格。
現在の正式名称は“XFS”だが、あえて“CEN/XFS”（若しくは“CEN XFS”）と表記・呼称することが多い。

## 概要
策定作業開始当時、ATMをはじめとした業務端末はベンダごとに独自のアーキテクチャで開発されており、その上位層であるソフトウェアもそのベンダ・世代・機種との結びつきが強い造りとなっていた。
そこでマイクロソフトは、汎用OS・Windowsのアーキテクチャで開発することでソフトウェアとハードウェアの結びつきを弱め、ソフトウェア部分の開発及びソフトウェア資産の再利用を容易化し、ひいてはWindowsの利用拡大を目論んだのである。この構想が「WOSA」(Windows Open Services Architecture)である。“WOSA”は途中で産業別に拡張機能を提供する方向に転換し、金融機関向けの拡張が“WOSA/XFS”と呼ばれるようになった。“WOSA”はC言語で実装されたWin32 API群で、“WOSA/XFS”も同様である。“WOSA/XFS”は後に正式名称を“XFS”と変更し、現在に至っている。
当規格の標準化により、ベンダごとにアーキテクチャが異なっていた場合に加え、Windows OSで構築した機器においてミドルウェアのAPIがベンダ毎に異なっていた為に生じていた、アプリケーションソフトウェアのベンダロックインからユーザが解放され、機器ベンダを問わずに使用できるアプリケーションソフトウェアを開発・使用することができるようになった。
しかしながら、周辺機器の細部制御においては個々独自の制御(パラメータやアプリケーション)が必要であったり、アプリケーションソフトウェアの制御がミドルウェア依存になっている場合があるなど、当規格が網羅が完璧でない部分もある。
また、異種プラットフォームやミドルウェアで実行すると規格の範囲内ではあるものの、しばしば解釈・動作に差異が生じており、場合によっては改修作業が必要となっている。故に完全な互換性は担保されていないとも言える。
なお、日本国内の主要ATM及び通貨処理機メーカーは、ほぼ全ての金融関連製品で本規格（旧版を含め）を活用している。

## 名称の由来
“CEN”は欧州標準化委員会(CEN)が規格策定の場を提供していることを示し、“XFS”は“eXtensions for Financial Services”の略である。
元々がWOSA(Windows Open Services Architecture)の金融サービス向け拡張規格であったことから、今でも“WOSA/XFS”と呼称する場合もある。
実質的な事務作業はCENから各産業分野の情報通信技術に係る部分を分割した“CEN/ISSS (Information Society Standardisation System)”が行っている。ベンダや規制当局から消費者団体に至る全ての利害関係者が参加できる会合“Workshop”での成果をまとめた“CEN Workshop Agreement”(CWA)の積み重ねが重要視されており、一部は暫定規格として一般公開・頒布される。このことから一部のベンダでは「標準化機関“CEN/ISSS XFS Workshop”」と説明しているが、正確とはいえない。CENから承認を得ることで正式なCEN規格に認定される道もあるが、当規格は暫定規格という緩い拘束のまま、多数の金融機関が要求仕様に当該CWA準拠を組込んだことにより事実上欧州での標準規格となっている。

## 年表
- 1991年 - マイクロソフトが“Banking Solutions Vendor Council”を設置
- 1992年 - マイクロソフトが、同社製OS・Windowsにデータベースアクセス、メッセージングや電話回線接続等の標準APIを用意し、アプリケーションソフトから利用できるようにする構想、「WOSA」(Windows Open Services Architecture)を発表。以後
- 1995年 - WOSA/XFS 1.11 リリース。日本WOSA/XFS協議会により、日本仕様第1版もリリース[2]。
- 1997年 - WOSA/XFS 2.0 リリース。24時間無人運用対応を追加
- 1998年 - 欧州標準化委員会が規格策定に参加。
- 2000年 - XFS 3.0 リリース
- 2007年 - 日本WOSA/XFS協議会解散
- 2008年 - XFS 3.10 リリース
- 2011年 - XFS 3.20 リリース